# Central Reservation
Albums de Beth Orton
Trailer Park
(1996) Daybreaker
(2002)
Central Reservation est un album de l'auteure-compositrice-interprète britannique Beth Orton, sorti en 1999.

## L'album
Par cet album, Beth Orton est nommée au Mercury Music Prize et gagne un Brit Awards de la meilleure voix féminine (2000). Il atteint la 17e place des charts britanniques et reste huit semaines dans le classement. Il se classe aussi 34e des charts australiens, 35e des charts néo-zélandais, 110e du Billboard 200 et 2e du Heatseekers. Il fait partie des 1001 albums qu'il faut avoir écoutés dans sa vie. 

### Titres
Tous les titres sont de Beth Orton, sauf mentions. 
1. Stolen Car (Ted Barnes, Will Blanchard, Orton, Sean Read (4:16)
2. Sweetest Decline (4:04)
3. Couldn't Cause Me Harm (Barnes, Blanchard, Orton, Read) (4:48)
4. So Much More (5:41)
5. Pass in Time (7:17)
6. Central Reservation (4:50)
7. Stars All Seem To Weep (4:39)
8. Love Like Laughter (Barnes, Orton) (3:06)
9. Blood Red River (4:15)
10. Devil Song (5:04)
11. Feel To Believe (4:02)
12. Central Reservation (The Then Again Version) (4:00)

### Musiciens
- Ted Barnes : guitares, bouzouki
- Will Blanchard : batterie
- Terry Callier : voix
- Calina de la Mare, Beki Doe, Howard Gott, Ruth Gottlieb, Becca Ware, Lucy Wilkins : violons
- Dr. Robert : guitare
- Dr. John : piano
- David Friedman : vibraphone
- Ali Friend, Henry Olsen : basses
- Lascelles Gordon : percussions
- Ben Harper : guitare électrique
- Oliver Kraus, Sara Wilson : violoncelle
- Beth Orton : guitares, voix
- Sean Read : piano, claviers
- Andy Waterworth : contrebasse
- Ben Watt : guitare, claviers